# Incêndio no Hotel Grand Kartal em 2025
Em 21 de janeiro de 2025, um incêndio no Hotel Grand Kartal, localizado na estação de esqui de Kartalkaya, na província de Bolu, Turquia, matou 78 pessoas e feriu outras 51.
O incêndio, que provavelmente começou na área do restaurante, aconteceu durante as férias escolares de inverno, momento em que há mais visitantes no local. O incêndio facilmente agravou devido a ausência de chuveiros automáticos, bem como pelo fato que alarmes de incêndio e outros sistemas de segurança não estavam funcionando. Para além, os esforços de resgate foram prejudicados pelo clima frio do local e pela localização remota do hotel. A maioria das vítimas morreu por asfixia devido a inalação de fumaça.

## Antecedentes

### Hotel
O Hotel Grand Kartal foi construído em 1998 por Mazhar Murtezaoğlu, que também fundou a estação de esqui de Kartalkaya. Inspirado nas estações de esqui da Suíça, Murtezaoğlu construiu dois hotéis na região, o Kartal, construído em 1978, e o Grand Kartal. Após a morte de Murtezaoğlu em 2019, seu genro Halit Ergül assumiu a gestão Hotel Grand Kartal.
A estrutura conta com 12 andares, 161 quartos e 350 camas, havia sido reformado pela última vez em 2015 e não contava com nenhum sistema de detecção de fumaça ou chuveiro automático. O incêndio ocorreu durante as férias escolares de inverno, com 80% a 90% do hotel ocupado.

### Regulamentação e legislação local
O Ministério do Turismo da Turquia designa inspetores para realizar inspeções em investimentos e empreendimentos turísticos, incluindo de medidas de segurança.
Em 3 de abril de 2012, um regulamento publicado no Diário Oficial da República da Turquia reduziu os direitos de inspeção de segurança contra incêndios das brigadas de incêndio municipais, transferindo todos os assuntos que "exigissem interpretação ou esclarecimento" para o Ministério do Meio Ambiente, um órgão federal.

## Incêndio
O incêndio foi relatado pela primeira vez por volta das 3h27 (hora local). Segundo depoimentos, o sistema de detecção de incêndios do hotel não foi ativado. Nesse momento, havia 238 hóspedes no edifício. Entretanto, vários sobreviventes e testemunhas relatam ter sentido cheiro de fumaça e visto chamas uma hora antes, às 2h30. Os relatórios iniciais afirmam que o incêndio começou no restaurante do hotel, localizado no quarto andar, tendo se espalhado para cima. Para além, o revestimento externo em madeira ajudou na propagação do incêndio.
Segundo as testemunhas não houve disparo de nenhum sistema de deteção de incêndio ou alarmes. Em pânico, os hóspedes tentaram escapar pelos corredores escuros e cheios de fumaça. Um sobrevivente queixou-se de que o hotel não tinha quaisquer medidas de segurança contra incêndios, como detectores de fumaça ou escadas de emergência. O sindicato dos engenheiros e arquitetos de Bolu atribuiu a rápida propagação do incêndio à falta de chuveiros automáticos na edificação, que eram obrigatórios e deveriam estar instalados desde 2008.
Em meio a toda situação, hóspedes amarraram lençóis e cobertores para descer pelas janelas, outros três pularam dos andares superiores, mas duas delas morreram. A intensidade do fogo impediu que as testemunhas externas tivessem acesso ao edifício.
Em Kartalkaya não existem serviços de emergência, como os bombeiros. Aproximadamente 267 equipes de emergência, 28 ambulâncias e 30 carros de bombeiros foram mobilizados para o local. O governador da província de Bolu, Abdulaziz Aydın, disse que a chegada dos serviços de emergência atrasaram em mais de uma hora, tendo chegado às 4h15, devido à temperatura gelada e à distância entre o hotel e a cidade de Bolu. A localização do hotel em uma encosta também afetou os esforços de combate ao incêndio. Um hospital de campanha foi construído nas proximidades. Por precaução, os outros hotéis do resort foram evacuados. De acordo com o ministro do Interior da Turquia, Ali Yerlikaya, o hotel tinha duas escadas de incêndio, contrapondo o que foi afirmado por uma das testemunhas. O incêndio foi extinto 12 horas depois. A equipe relatou que foram resgatadas entre 30 a 35 pessoas.
Foi alegado que as equipes da Presidência Turca de Gestão de Desastres e Emergências, que conduziam as operações de busca, queriam receber hospedagem para descansar, mas a gerência exigiu uma taxa de alojamento.

## Vítimas
Pelo menos 79 pessoas morreram no incêndio, incluindo ao menos duas que saltaram do edifício, enquanto outras 51 ficaram feridas, uma delas em estado grave. A maioria das mortes foi, provavelmente, causada por asfixia em razão da inalação de fumaça. Pelo menos 20 das vítimas mortais eram crianças, e muitos membros de uma mesma família estavam entre os mortos, tendo uma família perdido mais de dez membros na tragédia. Devido à falta de capacidade dos necrotérios dos hospitais locais, os corpos foram temporariamente colocados num caminhão refrigerado.
Entre os hospedes vitimados está Nedim Türkmen, escritor do jornal turco Sözcü e antigo presidente do extinto clube de futebol Orduspor, e a sua esposa e dois filhos; a nadadora Vedia Nil Apak, de 10 anos, e a sua mãe; e Atakan Yalçın, decano da Faculdade de Administração da Universidade de Özyeğin.
Pelo menos dois funcionários do hotel, incluindo um chef de cozinha, foram confirmados mortos. Das 79 pessoas que morreram, 56 vítimas eram cidadãos turcos.

## Consequências

### Investigação
Uma equipe de seis procuradores e cinco peritos foi designada para investigar o caso. Onze pessoas foram presas para interrogatório, incluindo o proprietário do hotel, o vice-prefeito da cidade de Bolu, Sedat Gülener, e o vice-diretor do Corpo de Bombeiros, Kenan Coşkun. Os relatórios iniciais apontam o restaurante do hotel como possível local do princípio do incêndio.

### Respostas oficiais

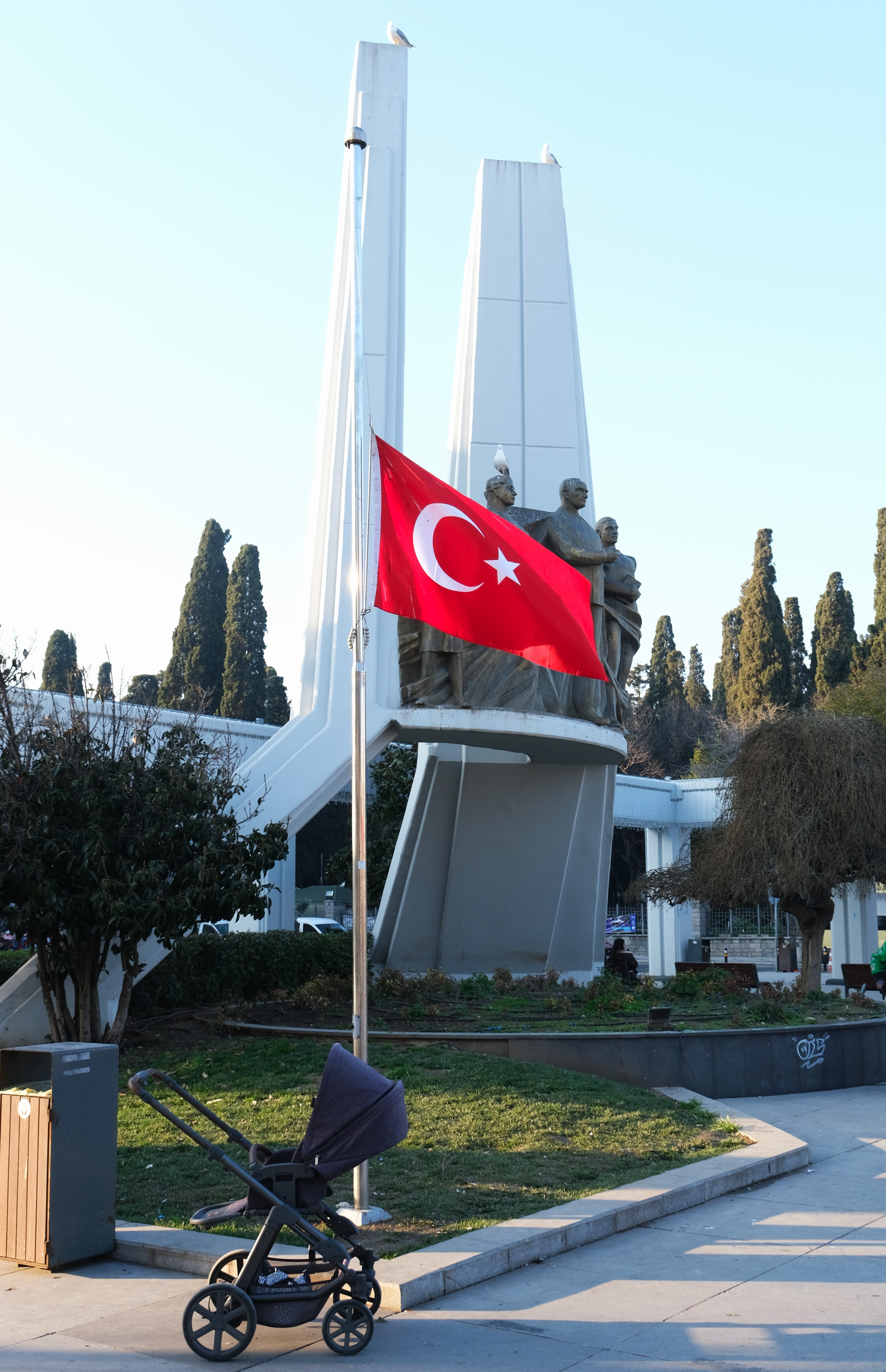
Bandeira turca a meio-mastro após a declaração de luto nacional, Bakırköy, Istambul

O Ministro do Turismo turco, Mehmet Ersoy, declarou que "o corpo de bombeiros não encontrou nenhuma situação negativa em relação à competência de combate a incêndios do hotel" durante as inspeções realizadas nos anos de 2021 e 2024. Contrariando as declarações de Ersoy, o presidente da câmara municipal de Bolu, Tanju Özcan, disse que o corpo de bombeiros não certificava o hotel desde 2007, época em que o município era gerido pelo Partido da Justiça e Desenvolvimento, acrescentando que:
O ministro é pessoalmente responsável pelo incidente. Para fugir da responsabilidade, ele ousa acusar, de maneira desprezível, nosso município. O hotel fica fora dos limites da cidade de Bolu, então o Ministério do Turismo é o responsável... Somos forçados a responder tal calúnia desse ministro incompetente.
Özcan disse ainda que a cidade não tinha informações se haviam escadas de incêndio ou um chuveiros automáticos no hotel, justificando que o mesmo ficava fora dos limites da cidade e que, portanto, o município não tem autorização para emitir licenças para a região de Kartalkaya.
Em 21 de janeiro de 2025, Ebubekir Şahin, presidente do Conselho Supremo de Rádio e Televisão da Turquia, impôs uma proibição de transmissões relativas ao incêndio. Em resposta, advogados do Partido dos Trabalhadores da Turquia apresentaram uma objeção à decisão. A proibição foi suspensa no dia seguinte, embora a Conselho tenha instado que os jornalistas devam reportar com “sensibilidade dada a gravidade da tragédia”.
No mesmo dia, a Federação Turca de Futebol anunciou que, em memória dos cidadãos que morreram no incêndio, entre de 24 a 27 de janeiro de 2025, um minuto de silêncio seria realizado antes de todas as competições que participassem e que os membros do clube usariam braçadeiras pretas durante as partidas.
Um minuto de silêncio também foi feito em homenagem às vítimas do incêndio antes de uma partida da Liga Europa da UEFA de 2024-25 que o clube turco Beşiktaş sediou contra o time espanhol Athletic Club no Estádio Beşiktaş.
O Presidente da Turquia Recep Tayyip Erdoğan declarou luto nacional no dia 22 de janeiro de 2025, determinando que todas as bandeiras em edifícios governamentais, dentro e fora do país, como embaixadas turcas no exterior, deveriam ser postas a meio-mastro. Nesse dia Erdoğan visitou a cidade de Bolu e compareceu ao funeral de oito vítimas do incêndio que eram parentes de um funcionário local de seu partido.
Um dia após o incêndio, em 22 de janeiro de 2025, o canal de notícias estatal TRT Haber afirmou que a cidade de Bolu havia emitido um certificado de conformidade de segurança contra incêndios para o restaurante do hotel 19 dias antes do incidente. O canal foi criticado pela manchete, pois o documento em que se baseada afirmava que a vistoria de incêndio foi realizada em um restaurante de 70 m², não no do hotel que pegou fogo.
Dois dias após o incêndio, em 23 de janeiro de 2025, o jornalista turco İsmail Saymaz publicou na rede social X que, com base em um documento de 16 de dezembro de 2024 do corpo de bombeiros de Bolu, o hotel contava com 7 defeitos no combate a incêndios. O documento trazia que a segunda porta de saída de emergência e as portas corta-fogo eram inadequadas e o alarme estava quebrado. O jornalista também alegou que o Hotel Grand Kartal não tinha nenhum certificado de segurança contra incêndios expedido pelo Município de Bolu, tendo solicitado novamente em 25 de dezembro de 2024, mas que mais tarde retiraram o pedido sem a devida emissão da referida documentação. Por fim, ele afirmou que o número de andares excedia o permitido pelo plano de zoneamento local, que durante a certificação, havia um andar sem licença e que era acessível somente por escadas e não por elevador.
Um representante da Câmara de Engenheiros Mecânicos de Bolu, Erol Percin, aproveitou para criticar a atual regulamentação turca sobre incêndios, apelando por leis mais rigorosas. "[A código regulamentador atual] apenas afirma vagamente que 'a segurança dos hóspedes e funcionários deve ser garantida'", ele afirmou.
Özgür Özel, líder do Partido Popular Republicano, de oposição ao governo turno, disse, durante uma visita ao local do incêndio, que "não há desculpas para um número tão elevado de mortes em 2025".

### Repercussão internacional
O Chipre do Norte, Estado de reconhecimento limitado reconhecido somente pela Turquia, enviou condolências e declarou um dia de luto.
Condolências oficias também foram enviadas por: Arménia, Azerbaijão, Bahrein, Belarus, Bélgica, Bósnia e Herzegovina, China, Colômbia, Croácia, República Tcheca, Egito, Etiópia, União Europeia, França, Alemanha, Geórgia,Grécia, Organização Internacional da Cultura Turca, Irã, Iraque,Jordânia, Cazaquistão, o Estado de reconhecimento limitado de Kosovo, Quirguistão,Kuwait, Nigéria, Organização dos Estados Túrquicos, Qatar, Paquistão, Portugal Rússia, Ruanda, Arábia Saudita, Sérvia, Eslováquia, Eslovénia, Somália, Síria, Ucrânia, Emirados Árabes Unidos, Uzbequistão, Venezuela, e Vietnã.